# Andasta benoiti
Andasta benoiti is een spinnensoort in de taxonomische indeling van de parapluspinnen (Theridiosomatidae).
Het dier behoort tot het geslacht Andasta. De wetenschappelijke naam van de soort werd voor het eerst geldig gepubliceerd in 1978 door Michael J. Roberts.